# Южный плавун
Южный плаву́н (лат. Berardius arnuxii) — второй по величине представитель клюворыловых. Его образ жизни практически не изучен.

## Описание
Южный плавун похож на северного плавуна, но меньше по размеру (длина тела до 10 м). Ещё их головы больше, а рыло уже.

## Распространение
Обитает в умеренных Южном полушарии, от льдов Антарктики до умеренных вод. Его обнаруживали в устье реки Ла-Платы, в водах Новой Зеландии, юга Австралии, вблизи Фолклендов, Южных Шетландских островов и Южной Георгии.